# Aiguille du Jardin
L'Aiguille du Jardin (4.035 m s.l.m.) è una montagna della Catena dell'Aiguille Verte nel Massiccio del Monte Bianco. Si trova nel versante francese del massiccio.

## Caratteristiche
Partendo dalla vetta dell'Aiguille Verte ed andando verso est si incontra nell'ordine: la Grande Rocheuse, l'Aiguille du Jardin, il Col de l'Aiguille Verte e Les Droites.
La vetta è inserita nell'elenco dei 4000 delle Alpi.

## Salita alla vetta
La salita alla vetta è particolarmente difficile ed impegnativa. Come punto di appoggio si può utilizzare il Refuge du Couvercle (2.687 m)